# Nepal op de Olympische Jeugdwinterspelen 2012
Nepal was een van de landen die deelnam aan de Olympische Jeugdwinterspelen 2012 in Innsbruck, Oostenrijk.

## Deelnemers en resultaten
(m) = mannen, (v) = vrouwen 

### Alpineskiën
| Olympiër    | Onderdeel        | Resultaat | Prestatie                            |
| ----------- | ---------------- | --------- | ------------------------------------ |
| Bibash Lama | reuzenslalom (m) | 39e       | 3.13,68 (1.21,98) (1.42,29, 1.31,39) |
| Bibash Lama | slalom (m)       | -         | - (-) (DNF, -)                       |